# Werchnejarkejewo
Werchnejarkejewo (russisch Верхнеярке́ево; baschkirisch Үрге Йәркәй, Yrge Jərkəj) ist ein Dorf (selo) in der Republik Baschkortostan in Russland mit 9710 Einwohnern (Stand 14. Oktober 2010).

## Geographie
Der Ort liegt etwa 130 km Luftlinie nordwestlich der Republikhauptstadt Ufa am linken Ufer des Flusses Basa, der 30 km nordöstlich in die Belaja mündet.
Werchnejarkejewo ist Verwaltungszentrum des Rajons Ilischewski sowie Sitz und einzige Ortschaft der Landgemeinde (selskoje posselenije) Jarkejewski selsowet. Außerdem ist der Ort, ohne selbst zur Gemeinde zu gehören, Sitz der Landgemeinde Junnowski selsowet mit den Dörfern Irmaschewo (8 km südöstlich), Junny (4 km südlich), Kajenlyk (7 km östlich) und Nischnejarkejewo (nordöstlich anschließend).
Etwa drei Viertel der Einwohner sind Baschkiren.

## Geschichte
Der Ort wurde 1728 erstmals im Zusammenhang mit einer Bittschrift des Baschkiren Jarkei Jantschurin an den Zaren Peter II. urkundlich erwähnt. Er existierte vermutlich seit mindestens den 1660er-Jahren unter dem Namen Jalan und wurde in Folge nach Jarkei als Jarkejewo bezeichnet. Später gehörte das Dorf zum Ujesd Birsk des ab 1865 bestehenden Gouvernements Ufa, und innerhalb dieses zur Ilischewskaja wolost mit Sitz im 20 km nördlich gelegenen Dorf Ilischewo.
Nach Gründung der Baschkirischen ASSR 1919 wurde 1920 das Dorf Nischnejarkejewo („Nieder-Jarkejewo“) abgetrennt und der größere Teil in Werchnejarkejewo („Ober-Jarkejewo“, zunächst auch als Werchne-Jarkejewo) umbenannt. Am 5. Oktober 1922 kam das Dorf zum Kanton Birsk, und mit der Auflösung der Kantone am 20. August 1930 zum Djurtjulinski rajon. Am 31. Januar 1935 wurde der neue Ilischewski rajon mit Sitz in Werchnejarkejewo ausgewiesen; der Rajonname wurde dabei von der früheren Wolost übernommen.

### Bevölkerungsentwicklung
| Jahr | Einwohner |
| ---- | --------- |
| 1897 | 1551      |
| 1939 | 1778      |
| 1959 | 2592      |
| 1970 | 3660      |
| 1979 | 6826      |
| 1989 | 8001      |
| 2002 | 9339      |
| 2010 | 9710      |

Anmerkung: Volkszählungsdaten

## Verkehr
Südlich an Werchnejarkejewo führt die föderale Fernstraße M7 Wolga von Moskau über Nischni Nowgorod und Kasan nach Ufa vorbei (auf diesem Abschnitt zugleich Europastraße 017). In südwestlicher Richtung zweigt die Regionalstraße 80N-005 ins benachbarte Rajonzentrum Bakaly ab. Außerdem wird die M7 bei Werchnejarkejewo von der 80N-060 gekreuzt, die von dem im Norden des Rajons an der Belaja gelegenen Dorf Andrejewka ins Rajonzentrum Scharan führt.
Die nächstgelegene Bahnstation ist etwa 100 km südlich Busdjak an der Strecke Uljanowsk – Tschischmy (– Ufa).